# Dematerializzazione
La dematerializzazione è un'attività informatica applicata consistente nella realizzazione di qualsiasi documento esclusivamente - o prioritariamente - in un adeguato formato digitale, fruibile con mezzi informatici, finalizzata alla distruzione della precedente materialità cartacea degli stessi documenti.

## Descrizione
Nel linguaggio corrente la dematerializzazione ha assunto un significato più ampio e comprende il processo di rinnovamento delle attività giuridiche ed in particolare della Pubblica amministrazione, che si evolvono verso l'abbandono delle carte creando i documenti giuridici direttamente in forma elettronica.
In ambito giuridico, la dematerializzazione dei documenti è il processo mediante il quale gli atti transazionali (compravendite, incassi, pagamenti, assunzione o assolvimento di obbligazioni, ecc.) tra due o più soggetti e, in generale, quelli riguardanti la formazione di documenti rilevanti sotto il profilo giuridico, si realizzano senza altro supporto che quello informatico e/o telematico per l'acquisizione degli elementi costitutivi, l'elaborazione, l'archiviazione, il trasporto e la conservazione, con pieno valore tra le parti e verso i terzi.
Il risultato è una stringa digitale che soddisfa i requisiti tecnici e legali previsti per ciascun tipo di documento elettronico nominato (per esempio, la "fattura elettronica") o, in termini più estesi, le convenzioni stabilite dalla comunità nella quale il documento assume pieno valore.
Particolare rilevanza nell'ambito dei documenti assoggettabili a dematerializzazione ha la dematerializzazione degli strumenti finanziari, disciplinata, in Italia, dal il d.lgs. n. 213/1998.
Il documento dematerializzato è considerato da taluni esperti il nuovo paradigma della società dell'informazione e rappresenta una rilevante discontinuità nella struttura dei rapporti interpersonali e sociali, le cui conseguenze sono al momento solo in parte evidenti (riduzione degli oneri di processo, maggiore trasparenza, maggiore velocità nel perfezionamento delle operazioni di cui il documento costituisce espressione, integrabilità con altre filiere cui esso è concatenato).
Il lemma "dematerializzazione", caratterizzato dalla particella "de" in funzione privativa, indica la trasformazione del documento materiale- che storicamente possiede la concretezza necessaria a renderlo immediatamente riconoscibile, trasmissibile e utilizzabile presso una data comunità, in un'entità fisica digitale la quale, per essere prodotta, riconosciuta e interpretata come documento, necessita di strumenti elaborativi atti a: 
1. interfacciare i sensi umani e
2. garantire il rispetto dei requisiti idonei alla sua legittimazione, richiesti di volta in volta dai casi d'uso.

Nella sostanza, la dematerializzazione dei documenti implica lo svolgimento di un processo che per migliorare le funzioni tipiche dei documenti basati su supporti materiali e convenzioni applicabili in via analogica (V. semiotica), adotta le tecnologie dell'informazione e della comunicazione e le regole tecniche pro-tempore accettate nella società presso cui i documenti assumono valore.

### In Italia
Sebbene in Italia la diffusione dei documenti elettronici sia meno ampia che in altri contesti industrialmente avanzati, sono noti e riconosciuti taluni casi di eccellenza a livello internazionale nel campo della dematerializzazione dei documenti. Se ne occupa l'Agenzia per l'Italia digitale che ha sostituito il DigitPA, Ente nazionale per la digitalizzazione della Pubblica Amministrazione con D. Lgs. 179/2012, che ha a sua volta sostituito, per D. Lgs. 177 dell'1/12/2009, il Centro Nazionale per l'Informatica nella Pubblica Amministrazione (CNIPA).
Presso il CNEL (Consiglio Nazionale dell'Economia e del Lavoro, l'organo costituzionale di consultazione governativa, parlamentare e regionale) è operante il "Tavolo Nazionale su la Dematerializzazione dei Documenti e lo Straight Through Processing", a cui partecipano tutte le parti sociali rappresentate nel CNEL, la Banca d'Italia e l'Associazione Italiana Tesorieri d'Impresa, attiva nel campo della normazione tecnica nazionale e internazionale, dotato di una specifica commissione per svolgere sistematici approfondimenti sul tema.